# Abell 226
Abell 226 è un ammasso di galassie situato prospetticamente nella costellazione della Balena alla distanza di 1,564 miliardi di anni luce dalla Terra (light travel time). È inserito nell'omonimo catalogo compilato da George Abell nel 1958. Fa parte del superammasso di galassie SCl 229.